# Olieraffinaderiet i Fredericia
Olieraffinaderiet i Fredericia er et olieraffinaderi beliggende ved Fredericia. På raffinaderiet, der tidligere tilhørte Dansk Shell, nu Crossbridge Energy A/S, produceres flydende gas, jetbrændstof, benzin, dieselolie, fyringsolie og fuelolie.
Shell Raffinaderiet blev opført i perioden 1963 til 1966 og indviet den 19. august 1966. Ved Fredericia Havn blev der bygget et havneanlæg og et system med fire rørledninger, hver på 7 km længde, transporterer råolien mellem havnen og raffinaderiet. I 1984 blev en 320 km lang rørledning til oliefelterne i Nordsøen indviet.
Anlægget producerer 10.000 tons brændstof i døgnet (en tredjedel af Danmarks behov) og eksporterer omtrent samme mængde. Processerne afgiver også en del overskudsvarme, hvilket sendes ud til en fjerdedel af områdets varmeforbrugere.
Det skønnes at havneanlægget pga. gennemtæring har udledt 150.000 liter olie til jorden under anlægget i 1970'erne og 80'erne.
I 2016 indgik Shell en aftale om at sælge Dansk Shell, herunder raffinaderiet i Fredericia, til firmaet Dansk Olieselskab. I januar 2018 meddelte Shell imidlertid, at salget var aflyst.
Den 25. januar 2021 blev det offentliggjort at der er indgået en salgsaftale for A/S Dansk Shell med amerikanske-baserede Postlane Partners.
Raffinaderiet bruger naturgas og egenproduceret gas i processerne, og 35 tons brint dagligt. I 2025 fik raffinaderiet sin første elektrisk fremstillede brint fra 20 MW vand-elektrolyse.
Et mindre anlæg bygges for at omdanne biomasse til råolie.